# 117. Jäger-Division
La 117. Jäger-Division fu una divisione di cacciatori dell'esercito tedesco attiva durante la seconda guerra mondiale che venne creata nell'aprile 1943, dalla riorganizzazione della 717. Infanterie-Division e fu schierata lungo il fronte jugoslavo, dove fu fatta prigioniera nel 1945.

## Storia
La divisione fu costituita il 1º aprile 1943 in Croazia attraverso la riorganizzazione della 717. Infanterie-Division e venne schierata a Sarajevo. Nel giugno 1943 venne sposta in Peloponneso, dove rimase fino al novembre 1944, quando venne spostata in Bosnia. Gli uomini della divisione presero parte al massacro di Kalavryta, nell'area di Kalavryta in Grecia in seguito alla cattura e all'assassinio di 81 soldati della divisione da parte dei partigiani greci dell'ELAS nell'ottobre 1943. Durante le operazioni successive diversi villaggi furono bruciati e 677 civili uccisi. Nel gennaio 1945 venne spostata in Sirmia e poi ad aprile sul basso Danubio, per poi ritirarsi in Stiria, dove fu catturata dagli americani nel maggio 1945, vicino a Steyr.

## Ordine di battaglia
- Jäger-Regiment 737
- Jäger-Regiment 749
- Artillerie-Regiment 670
- Radfahr-Abteilung 116
- Panzerjäger-Abteilung 117
- Pionier-Bataillon 117
- Jäger-Divisions-Nachrichten-Abteilung 117
- Kommandeur der Jäger-Divisions-Nachschubtruppen 117[1]

## Comandanti
- General der Gebirgstruppen Karl von le Suire (1º maggio 1943 - 10 luglio 1944)
- Generalleutnant August Wittmann (10 luglio 1944 - 10 marzo 1945)
- Generalmajor Hans Kreppel (10 marzo 1945 - maggio 1945)[1]